# TUGZip
TUGZip es una utilidad freeware desarrollada para Microsoft Windows que proporciona la descompresión de una amplia gama de formatos de archivos comprimidos tales como: ZIP, 7z, A, ACE, ARC, ARJ, BH, BZ2, CAB, CPIO, DEB, GCA, GZ, IMP, JAR, LHA (LZH), LIB, RAR, RPM, SQX, TAR, TGZ, TBZ, TAZ, YZ1, ZOO.
A diferencia de otras utilidades FreeWare, TUGZip permite la compresión de los formatos RAR y ACE si colocamos los correspondientes ejecutables en el directorio.
Desde el lanzamiento de TUGZip 3.5.0.0, el desarrollo ha sido suspendido debido a la falta de tiempo por parte de Kindahl.

## Formatos Soportados
TUGZip suporta los siguientes formatos de archivo:

### Imágenes de disco
- BIN
- C2D
- IMG
- ISO
- NRG

### Formatos de archivos
- 7-Zip
- A
- ACE (Solamente permite la extracción; la compresión y características adicionales se pueden agregar a través de Ace32.exe)
- ARC
- ARJ
- BH
- BZ2
- CAB
- CPIO
- DEB
- GCA
- GZ
- IMP
- JAR
- LHA (LZH)
- LIB
- RAR
- RPM
- SQX
- TAR
- TAZ
- TBZ
- TGZ
- YZ1
- ZIP
- ZOO